# 구성면

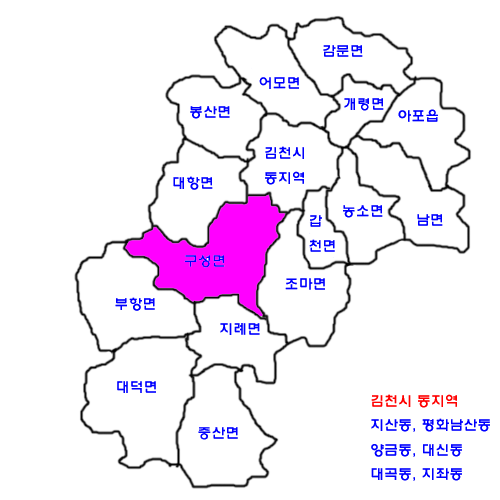
구성면의 위치

구성면(龜城面)은 경상북도 김천시 중부에 위치한 면이다.

## 역사
- 1914년 4월 1일 : 지례군 상북면 일원, 하북면 일원, 김산군 대항면 일부(백어동)를 김천군 석현면으로, 김산군 과내면 일원, 과외면 일원을 과곡면으로 개편하였다.[1][2]
- 1934년 4월 1일 : 과곡면, 석현면을 구성면으로 합면하였다.[3]
- 1949년 8월 14일 : 금릉군 구성면
- 1995년 1월 1일 : 김천시 구성면

## 교육
- 구성초등학교 (상원리)
  - 과곡분교 (폐교) - 구성면 송죽6길 12-25 (송죽리)
  - 양각분교 (폐교) - 구성면 양각길 139-12 (양각리)
  - 임천분교 (폐교) - 구성면 마산로 437 (임천리)
- 방산초등학교 (폐교) - 구성면 남김천대로 2065-1 (구미리)

## 행정 구역
| 법정리   | 행정리           | 비고                  |
| -------- | ---------------- | --------------------- |
| 광명리   | 광명1리, 광명2리 |                       |
| 구미리   | 구미리           |                       |
| 금평리   | 금평1리, 금평2리 |                       |
| 마산리   | 마산리           |                       |
| 미평리   | 미평1리, 미평2리 |                       |
| 상거리   | 상거1리, 상거2리 |                       |
| 상원리   | 상원리           |                       |
| 상좌원리 | 상좌원리         | 면행정복지센터 소재지 |
| 송죽리   | 송죽1리, 송죽2리 |                       |
| 양각리   | 양각1리, 양각2리 |                       |
| 용호리   | 용호리           |                       |
| 월계리   | 월계리           |                       |
| 임천리   | 임천리           |                       |
| 임평리   | 임평리           |                       |
| 작내리   | 작내리           |                       |
| 하강리   | 하강1리, 하강2리 |                       |
| 홍평리   | 홍평1리, 홍평2리 |                       |